# Compact Video Cassette

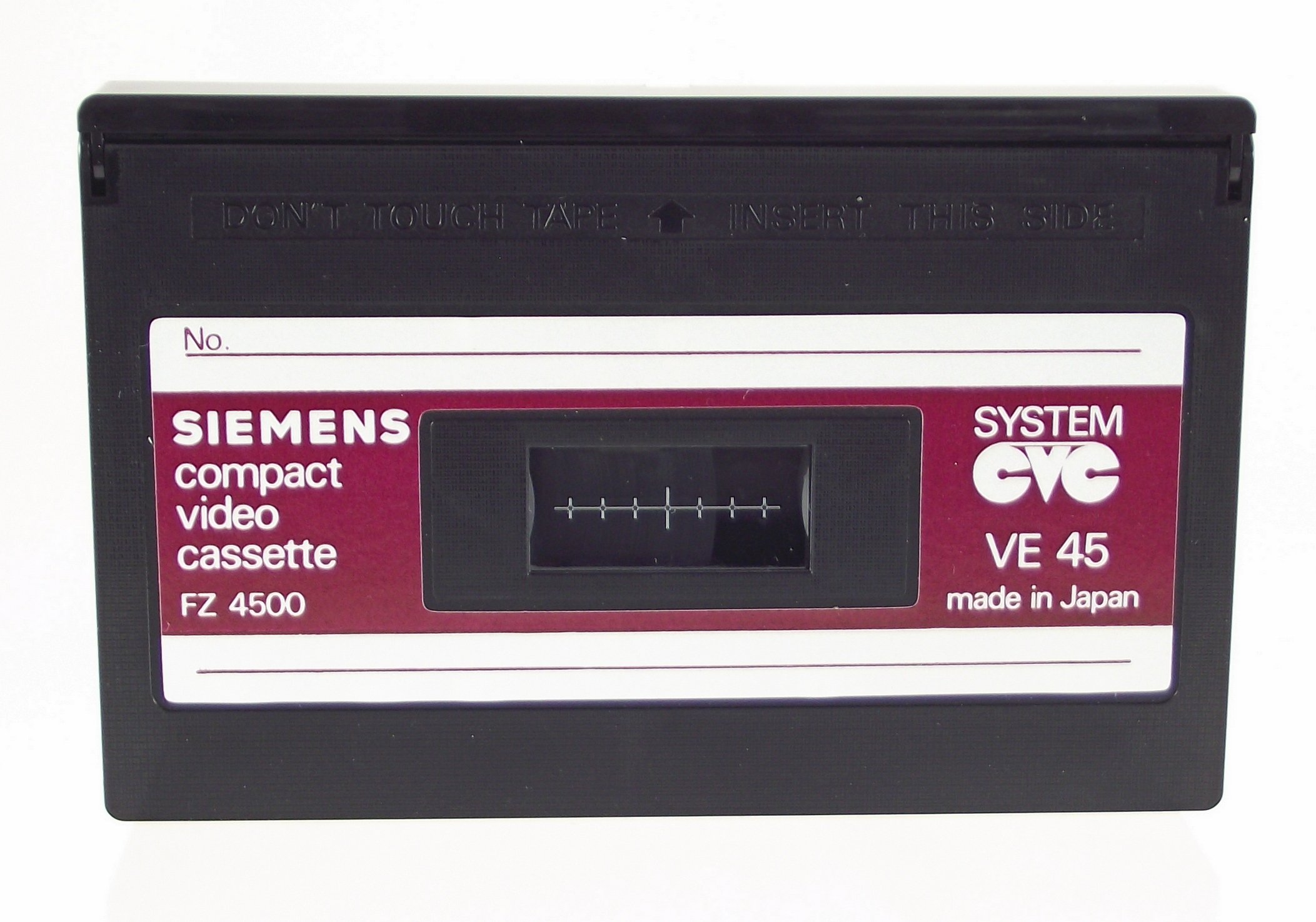
Compact Video Cassette

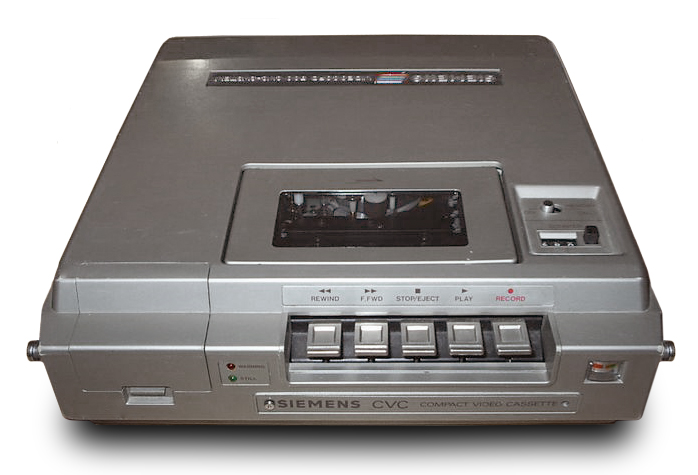

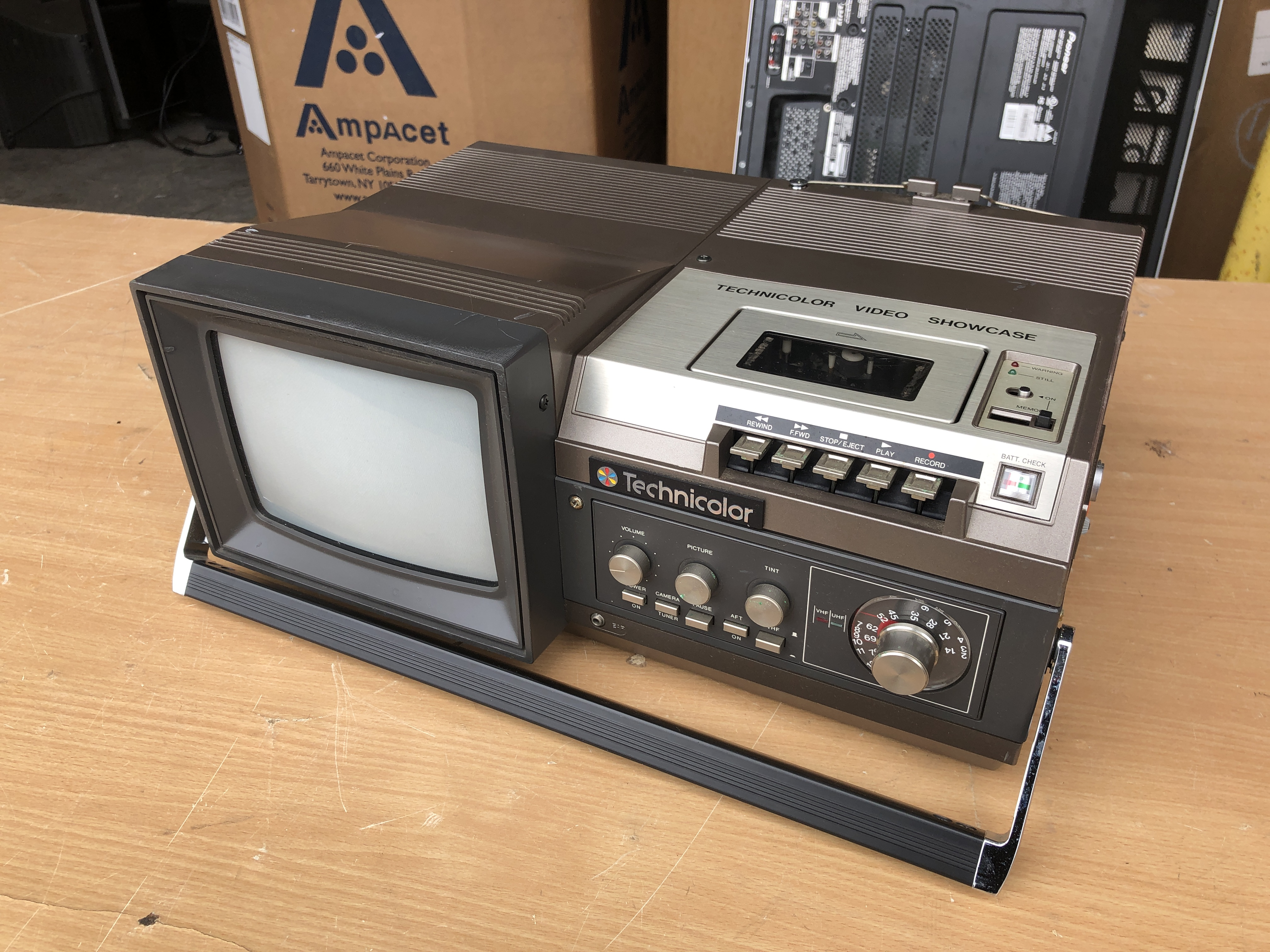

Il Compact Video Cassette (CVC) è un formato di videoregistrazione orientata all'utenza domestica. È stato uno dei primi formati di videoregistrazione ad impiegare un nastro più piccolo del VHS e del Betamax, già esistenti all'epoca della sua introduzione. Lo sviluppo del formato si deve alla giapponese Funai. Il primo modello messo in vendita fu il Model 212 del 1980. Il sistema, che comprendeva anche una telecamera portatile, era molto piccolo e leggero per l'epoca.
Il formato CVC usava una cassetta lievemente più grande di una cassetta audio, contenente un nastro da un 1/4", con durate di 30, 45 e 60 minuti.

## Specifiche tecniche
- Due testine rotanti, scansione elicoidale
- Velocità del nastro: 32.1 mm/s
- Risoluzione dell'immagine: 240 linee
- Rapporto segnale/rumore video: 43 dB
- Rapporto segnale/rumore audio: 40 dB
- Risposta in frequenza audio: 100 Hz - 8 kHz
- Peso: 3.25 kg
- Dimensioni: 24x26x8cm.

La Technicolor, partner del progetto del modello 212, intendeva competere con il formato cinematografico Super 8. Ma il tubo di ripresa Vidicon usato per telecamera era poco sensibile, un limite scoraggiante per l'uso domestico. Inoltre, il nastro di larghezza ridotta era piuttosto sensibile ai drop out.
Anche la Grundig produsse dei modelli compatibili con il sistema.